# Les Amants maudits (X-Files)
Pour les articles homonymes, voir Les Amants et Les Amants maudits.
Les Amants maudits (How the Ghosts Stole Christmas) est le 6e épisode de la saison 6 de la série télévisée X-Files. Dans cet épisode, Mulder et Scully passent la nuit de Noël dans une maison hantée et se trouvent confrontés aux fantômes de deux amants.
Écrit et réalisé par Chris Carter, l'épisode a été tourné avec seulement quatre acteurs et un seul décor, ce qui en fait l'épisode le moins coûteux de la saison. Il a reçu des critiques globalement positives.

## Résumé
Le soir du réveillon de Noël, Mulder donne rendez-vous à Scully devant une maison dans le Maryland. Il lui explique que cette bâtisse est hantée par les fantômes de deux amants qui se sont donné la mort lors de la nuit de Noël 1917, car ils ne pouvaient supporter l'idée que l'un d'eux survive à l'autre, et qui reviennent hanter les lieux tous les Noël. Depuis lors, les trois couples ayant habité ici sont tous morts durant la nuit de Noël. Mulder entre dans la maison, et Scully se trouve contrainte de le suivre car elle ne trouve plus ses clés de voiture.
Mulder et Scully se retrouvent enfermés dans la maison et entendent des bruits bizarres. Lors de leur inspections du bâtiment, ils découvrent sous le plancher de la bibliothèque deux cadavres qui portent exactement les mêmes vêtements qu'eux. Quand ils veulent quitter la pièce, ils découvrent que chaque porte qu'ils franchissent les conduit à nouveau dans la bibliothèque. Ils sortent donc en même temps par deux portes différentes et se trouvent séparés. Ils rencontrent chacun de leur côté les deux amants maudits, Lyda et Maurice, qui les confrontent avec psychologie aux travers de leur personnalité. Lyda et Maurice manipulent ensuite les deux agents afin de les tourner l'un contre l'autre et leur font croire qu'ils se sont tiré dessus.
Croyant être grièvement blessés, Mulder et Scully se traînent jusqu'au vestibule, où ils s'aperçoivent que leurs blessures sont imaginaires. Enfin libres de quitter la maison, ils s'en vont. Lyda et Maurice se satisfont d'avoir fait prendre conscience aux deux agents de leur solitude. Mulder et Scully se retrouvent pour échanger leurs cadeaux de Noël, bien qu'ils s'étaient jurés de ne pas le faire.

## Distribution
- David Duchovny : Fox Mulder
- Gillian Anderson : Dana Scully
- Lily Tomlin : Lyda
- Edward Asner : Maurice

## Production

### Préproduction
Chris Carter écrit le scénario de l'épisode d'après une idée d'histoire se déroulant dans une maison hantée qu'il a commencé à développer avec Frank Spotnitz. La première scène mise au point en détail par les deux scénaristes est celle où Mulder et Scully se traînent sur le sol en saignant abondamment. Carter souhaite que toute l'action se déroule dans un seul décor, et la décoratrice Corey Kaplan lui suggère alors de situer l'épisode dans l'appartement de Scully, un décor qui n'a pas encore été utilisé cette saison. Carter veut néanmoins conserver son thème de maison hantée et charge Kaplan de concevoir un décor de manoir qui soit « lugubre, délabré et abandonné mais pas trop quand même ».
Avec seulement quatre acteurs apparaissant à l'image, c'est l'épisode comportant le casting le plus réduit de toute l'histoire de la série. Lily Tomlin avait exprimé depuis déjà plusieurs saisons, et par l'intermédiaire de son agent, son intérêt pour jouer un rôle dans un épisode de la série. Carter pense donc tout de suite à elle pour le rôle de Lyda. Pour celui de Maurice, Carter souhaite engager Bob Newhart mais l'acteur n'est pas intéressé et c'est Edward Asner qui décroche le rôle.

### Tournage
Le budget de l'épisode est réduit au minimum en raison de ses particularités, qui en font l'épisode le moins coûteux de la saison. Cette réduction drastique du budget, en partie effectuée pour compenser le coût élevé de Triangle, met néanmoins plus de pression sur les épaules des acteurs. Les extérieurs sont filmés devant le manoir de Piru, ville où a été tourné un peu auparavant l'épisode Le Roi de la pluie. Un feu de forêt se déclare près des lieux la veille du tournage mais il est endigué par des pare-feux à environ 100 mètres du manoir.
Les trous imposants dans la tête de Maurice et l'estomac de Lyda sont créés par des effets spéciaux numériques. Pour produire cet effet, des vêtements orange fluorescents sont placés sur le corps des deux acteurs aux endroits choisis pour les trous. Une lumière ultraviolette est ensuite ajoutée à l'éclairage du plateau pour que la lumière invisible reflétée joue le rôle de donnée de repérage. Les vêtements orange sont effacés de l'image en postproduction et les trous créés numériquement sont insérés à leur place. Cette technique est inspirée par celle utilisée pour le film La mort vous va si bien (1992) même si le technicien des effets spéciaux Bill Millar plaisante sur le fait que ceux de l'épisode sont « mieux réalisés et avec moins d'argent ». Gillian Anderson se montre par contre mécontente du faux sang utilisé car il se coagule vite et forme un « amas collant ».
Mark Snow s'inspire fortement du thème de la Symphonie des jouets pour composer la musique baroque de clavecin qui accompagne l'épisode. Une autre influence reconnue par Snow est la musique du film Piège mortel (1982), composée par Johnny Mandel.
La chanson entendue au début et à la fin de l'épisode est Have Yourself a Merry Little Christmas dans sa version interprétée par Bing Crosby.

## Accueil

### Audiences
Lors de sa première diffusion aux États-Unis, l'épisode réalise un score de 10,6 sur l'échelle de Nielsen, avec 16 % de parts de marché, et est regardé par 17,3 millions de téléspectateurs. La promotion télévisée de l'épisode est réalisée avec le slogan « This holiday season... share the gift of terror. » (en français « En cette période de fêtes, partagez la terreur en cadeau »).

### Accueil critique
L'épisode a été globalement bien accueilli par la critique. Le magazine SFX le classe à la 6e place des meilleurs épisodes de Noël, mettant en avant la qualité des dialogues et le jeu des acteurs ainsi que « l'adorable scène finale ». Le site Sound on Sight estime que c'est « l'un des meilleurs épisodes de Noël toutes séries confondues » et que son « mélange d'horreur, de comédie et d'un soupçon de romance » est « extrêmement créatif ». Dans leur livre sur la série, Robert Shearman et Lars Pearson lui donnent la note de 5/5, évoquant un épisode parfaitement interprété, « enjoué et astucieux », où le scénario et la réalisation de Chris Carter sont parfaitement en accord en jouant la carte de la parodie sans toutefois mettre trop l'accent dessus.
Pour Zack Handlen, du site The A.V. Club, qui lui donne la note de A, la force de l'épisode repose sur le jeu des quatre acteurs et, « comme toute bonne histoire de fantômes », il « nous rappelle d'accorder de l'importance à ce qui compte le plus : les gens que l'on aime et le fait que l'on soit toujours en vie ». Patrick Samuel, du site Static Mass, met en avant le « badinage, riche et soutenu » de l'épisode et son ton général qui le rend parfaitement approprié aux périodes de fêtes de fin d'année. Dans son livre, Tom Kessenich trouve l'épisode très divertissant, citant comme ses meilleurs moments l'analyse psychologique des deux héros par les fantômes et la scène finale, mais il aurait souhaité plus de substance et commence par ailleurs à se lasser de cette succession d'épisodes légers. Le site Le Monde des Avengers évoque un épisode « totalement à part, aussi riche que divertissant, et somptueusement filmé en huis clos », qui « parvient à concilier de manière étonnamment fluide et pertinente le merveilleux de Noël et l’épouvante propre aux histoires de maisons hantées ».
Parmi les critiques négatives, Paula Vitaris, de Cinefantastique, lui donne la note de 1,5/4, jugeant insuffisante la caractérisation des personnages de Lyda et Maurice  et trouvant « interminables les dialogues au jargon de psy ». Melissa Runstrom, du Michigan Daily, estime que l'épisode « en fait des tonnes » et que l'histoire est « idiote » et « trop sentimentale ».

### Distinctions
Le département des décors de la série remporte pour son travail sur cet épisode l'Art Directors Guild Award des meilleurs décors pour une série télévisée.